# Alberto Rey
Alberto Rey (eigentl.: Luis Alberto Alzócar Alzócar; * 16. Juni 1915 in Curicó; † 15. April 2001) war ein chilenischer Harfenist.
Rey begann seine musikalische Laufbahn in Santiago als Mitglied der Los Huasos de Chincolco, einer der ersten Volksmusikgruppen Chiles, die Plattenaufnahmen einspielte. 1935 gründete er ein Duo mit dem Gitarristen Sergio Silva, das fünfzig Jahre Bestand hatte. Als eine der ersten Aufnahmen des Duos bei RCA Victor entstand 1935 A las cuatros de la manana, eine Komposition Reys nach einem Text von Carlos Ullao Diaz.
1943 debütierte er bei einem Festival am Teatro Baquedano in Santiago debütierte er als Harfenist. Auf einer Tournee des Duos Rey/Silva 1945–46 durch Argentinien lernte Rey durch den Komponisten Félix Pérez Cardoso die paraguayische Harfe kennen. 1948 trafen Rey und Silva auf den Sänger Mario Catalán Portilla, mit dem sie Titel wie Aló Aló, Arremángate el vestido, Mi caserita und Desde que vine al mundo aufnahmen. Ab 1953 unternahm das Duo, das bis dahin bei RCA Victor mehr als fünfzig Alben aufgenommen hatte, eine zweijährige Konzerttournee durch Lateinamerika. Auf dem Album Cuacas con escándalo (1970) vereinte das Duo bedeutende Vertreter der chilenischen Volksmusik, darunter Mario Catalán, Humberto Campos, Manolo Santis Caravello, Rafael Andrada, Luís Téllez Viera, Luís Téllez Mellado, Luís Araneda, Raúl Lizama, Emilio Olivares und Víctor Oyarzún. 1991 gründete Rey in Valparaíso die Gruppe Los Paleteados del Puerto.